# Vaxholms kommunvapen

Vaxholms vapen fram till och med 1973 och från och med 1983

Vapen för Vaxholms kommun 1974-1982, före och efter denna tid använt av Österåker.

Vaxholms kommunvapen bygger dels på ett sigill från 1500-talet (tornet), dels på ett tillägg från 1800-talet (skeppet). Vaxholm blev stad 1562 och i det äldsta sigillet för staden, från 1590, finns en bild av försvarstornet på Vaxholmen. Tornet revs på 1800-talet, men bibehölls som stadssymbol. Skeppet som tillkom i vapnet på 1800-talet framställdes i enlighet med den tidens stil i en naturalistisk perspektivbild. Eftersom detta inte är god heraldisk stil, föreslog Riksheraldikerämbetet inför fastställelsen att skeppet skulle tas bort. Staden motsatte sig detta, så en kompromiss blev att heraldisera bilden. Därefter kunde vapnet fastställas av Kungl. Maj:t (regeringen) den 15 juli 1944.
Från och med 1974 lades kommunerna Vaxholm och Österåker samman under Vaxholms namn men med Österåkers kommuns vapen. Sedan Vaxholm (med förändrade gränser) brutits ut från och med 1983 togs stadens vapen åter i bruk och det registrerades av kommunen hos Patent- och registreringsverket 1988, medan vapnet med roslagsskutan återigen blev Österåkers kommunvapen.

## Blasonering
Blasonering: Sköld kluven av rött och silver med en av en vågskura bildad samt av motsatta tinkturer samt i främre hälften framstäven av ett framkommande och på stammen seglande skepp av silver samt i bakre hälften ett på stammen stående rött fästningstorn.